# Emmett Toppino
Martin Emmett Toppino (Nova Orleans, 1 de julho de 1909 – Nova Orleans, 8 de setembro de 1971) foi um velocista e campeão olímpico norte-americano.
Em Los Angeles 1932 integrou junto com Frank Wykoff, Bob Kiesel e Hector Dyer o revezamento 4x100 m norte-americano que conquistou a medalha de ouro e estabeleceu novo recorde olímpico e mundial em 40s0.